# Prestonia portobellensis
Prestonia portobellensis là một loài thực vật có hoa trong họ La bố ma. Loài này được (Beurl.) Woodson miêu tả khoa học đầu tiên năm 1931.